# Jarno Trulli
Jarno Trulli (Pescara, 13 juli 1974) is een voormalige Italiaanse Formule 1-coureur.
Jarno Trulli is vernoemd naar Jarno Saarinen, een Finse motorcoureur die om het leven kwam op het circuit van Monza in 1973. De voornaam Jarno was in die tijd erg populair in Italië. De ouders van Trulli waren motorsportfans en hij was op jonge leeftijd al in een kart te vinden. In 1991 won hij het Karting World Championship.
Hij begon zijn Formule 1-carrière in 1997 bij het team van Minardi. In 1998 en 1999 reed Jarno Trulli voor het team van Prost, waarna hij de overstap maakte naar Jordan, waar hij twee jaar heeft gereden.
In 2001 maakt hij dan de overstap naar Renault, waar hij drie jaar zou blijven voordat hij naar Toyota overstapte. In het laatste jaar dat hij bij Renault reed, pakte hij zijn eerste en enige overwinning in de Formule 1 op het stratencircuit van Monaco.
Op 14 december 2009 werd officieel bekendgemaakt dat Trulli was opgenomen in Team Lotus, waar hij in 2010 en 2011 voor reed.
Op 30 oktober 2011 maakte hij in de Grand Prix van India zijn 250e start in een Formule 1 Grand Prix. Van het toenmalige veld hadden alleen Rubens Barrichello en Michael Schumacher meer races gereden.
Ook voor het seizoen 2012 had Trulli een contract met Lotus, dan Caterham geheten, om daar te racen. Hij werd voor de eerste race echter al vervangen door Vitali Petrov, waarmee zijn Formule 1-carrière na 15 jaar ten einde kwam.
In het seizoen 2014-2015 maakte Trulli zijn terugkeer in de autosport in het nieuwe elektrische kampioenschap Formule E. Hij kwam hier uit voor zijn eigen team Trulli GP, met Michela Cerruti als teamgenoot.

## Formule 1-carrière
| Jaar/Jaren    | Team             |
| ------------- | ---------------- |
| 1997          | Minardi          |
| 1997 t/m 1999 | Prost Grand Prix |
| 2000 t/m 2001 | Jordan           |
| 2002 t/m 2004 | Renault          |
| 2005 t/m 2009 | Toyota           |
| 2010 t/m 2011 | Lotus            |

|                       | 1997 | 1998 | 1999 | 2000 | 2001 | 2002 | 2003 | 2004 | 2005 | 2006 | 2007 | 2008 | 2009 | 2010 | 2011 | Totaal |
| --------------------- | ---- | ---- | ---- | ---- | ---- | ---- | ---- | ---- | ---- | ---- | ---- | ---- | ---- | ---- | ---- | ------ |
| Aantal races          | 14   | 16   | 16   | 17   | 17   | 17   | 16   | 17   | 19   | 18   | 17   | 18   | 17   | 19   | 18   | 256    |
| Aantal zeges          | 0    | 0    | 0    | 0    | 0    | 0    | 0    | 1    | 0    | 0    | 0    | 0    | 0    | 0    | 0    | 1      |
| Aantal polepositions  | 0    | 0    | 0    | 0    | 0    | 0    | 0    | 2    | 1    | 0    | 0    | 0    | 1    | 0    | 0    | 4      |
| Aantal snelste ronden | 0    | 0    | 0    | 0    | 0    | 0    | 0    | 0    | 0    | 0    | 0    | 0    | 1    | 0    | 0    | 1      |
| Aantal podiumplaatsen | 0    | 0    | 1    | 0    | 0    | 0    | 1    | 2    | 3    | 0    | 0    | 1    | 3    | 0    | 0    | 11     |
| Aantal WK-punten      | 3    | 1    | 7    | 6    | 12   | 9    | 33   | 46   | 43   | 15   | 8    | 27   | 32,5 | 0    | 0    | 242,5  |
| Eindstand WK          | 15   | 16   | 11   | 10   | 9    | 8    | 8    | 6    | 7    | 12   | 13   | 9    | 8    | 21   | 21   |        |

### Totale Formule 1-resultaten
- Races vetgedrukt betekent poleposition, Races cursief betekent snelste ronde

| Seizoen | Inschrijving                 | Chassis               | Motor                         | 1      | 2       | 3      | 4       | 5      | 6       | 7      | 8      | 9        | 10     | 11     | 12     | 13     | 14     | 15      | 16     | 17     | 18     | 19     | Pos | Punten |
| ------- | ---------------------------- | --------------------- | ----------------------------- | ------ | ------- | ------ | ------- | ------ | ------- | ------ | ------ | -------- | ------ | ------ | ------ | ------ | ------ | ------- | ------ | ------ | ------ | ------ | --- | ------ |
| 1997    | Minardi Team                 | Minardi Team M197     | Hart 830 AV7 3.0 V8           | AUS 9  | BRA 12  | ARG 9  | SMR DNS | MON NF | ESP 15  | CAN NF |        |          |        |        |        |        |        |         |        |        |        |        | 15  | 3      |
| 1997    | Prost Gauloises Blondes      | Prost Grand Prix JS45 | Mugen-Honda MF-301 HB 3.0 V10 |        |         |        |         |        |         |        | FRA 10 | GBR 8    | GER 4  | HUN 7  | BEL 15 | ITA 10 | AUT NF | LUX     | JPN    | EUR    |        |        | 15  | 3      |
| 1998    | Gauloises Prost Peugeot      | Prost AP01            | Peugeot A16 3.0 V10           | AUS NF | BRA NF  | ARG 11 | SMR NF  | ESP 9  | MON NF  | CAN NF | FRA NF | GBR NF   | AUT 10 | GER 12 | HUN NF | BEL 6  | ITA 13 | LUX NF  | JPN 12 |        |        |        | 16  | 1      |
| 1999    | Gauloises Prost Peugeot      | Prost AP02            | Peugeot A18 3.0 V10           | AUS NF | BRA NF  | SMR NF | MON 7   | ESP 6  | CAN NF  | FRA 7  | GBR 9  | AUT 7    | GER NF | HUN 8  | BEL 12 | ITA NF | EUR 2  | MAL DNS | JPN NF |        |        |        | 11  | 7      |
| 2000    | Benson & Hedges Jordan       | Jordan EJ10 / EJ10B   | Mugen-Honda MF-301 HE 3.0 V10 | AUS NF | BRA 4   | SMR 15 | GBR 6   | ESP 12 | EUR NF  | MON NF | CAN 6  | FRA 6    | AUT NF | GER 9  | HUN 7  | BEL NF | ITA NF | USA NF  | JPN 13 | MAL 12 |        |        | 10  | 6      |
| 2001    | Benson & Hedges Jordan Honda | Jordan EJ11           | Honda RA001E 3.0 V10          | AUS NF | MAL 8   | BRA 5  | SMR 5   | ESP 4  | AUT DSQ | MON NF | CAN 11 | EUR NF   | FRA 5  | GBR NF | GER NF | HUN NF | BEL NF | ITA NF  | USA 4  | JPN 8  |        |        | 9   | 12     |
| 2002    | Mild Seven Renault F1 Team   | Renault R202          | Renault RS22 3.0 V10          | AUS NF | MAL NF  | BRA NF | SMR 9   | ESP 10 | AUT NF  | MON 4  | CAN 6  | EUR 8    | GBR NF | FRA NF | GER NF | HUN 8  | BEL NF | ITA 4   | USA 5  | JPN NF |        |        | 8   | 9      |
| 2003    | Mild Seven Renault F1 Team   | Renault R23           | Renault RS23 3.0 V10          | AUS 5  | MAL 5   | BRA 8  | SMR 13  | ESP NF | AUT 8   | MON 6  | CAN NF | EUR NF   | FRA NF | GBR 6  | GER 3  | HUN 7  | ITA NF | USA 4   | JPN 5  |        |        |        | 8   | 33     |
| 2004    | Mild Seven Renault F1 Team   | Renault R24           | Renault RS24 3.0 V10          | AUS 7  | MAL 5   | BHR 4  | SMR 5   | ESP 3  | MON 1P  | EUR 4  | CAN NF | USA 4    | FRA 4  | GBR NF | GER 11 | HUN NF | BEL 9P | ITA 10  | CHN    |        |        |        | 6   | 46     |
| 2004    | Panasonic Toyota Racing      | Toyota Toyota TF104B  | Toyota RVX-05 3.0 V10         |        |         |        |         |        |         |        |        |          |        |        |        |        |        |         |        | JPN 11 | BRA 12 |        | 6   | 46     |
| 2005    | Panasonic Toyota Racing      | Toyota TF105 / TF105B | Toyota RVX-05 3.0 V10         | AUS 9  | MAL 2   | BHR 2  | SMR 5   | ESP 3  | MON 10  | EUR 8  | CAN NF | USA DNSP | FRA 5  | GBR 9  | GER 14 | HUN 4  | TUR 6  | ITA 5   | BEL NF | BRA 13 | JPN NF | CHN 15 | 7   | 43     |
| 2006    | Panasonic Toyota Racing      | Toyota TF106 / TF106B | Toyota RVX-06 2.4 V8          | BHR 16 | MAL 9   | AUS NF | SMR NF  | EUR 9  | ESP 10  | MON 17 | GBR 11 | USA 6    | USA 4  | FRA NF | GER 7  | HUN 12 | TUR 9  | ITA 7   | CHN NF | JPN 6  | BRA NF |        | 12  | 15     |
| 2007    | Panasonic Toyota Racing      | Toyota TF107          | Toyota RVX-07 2.4 V8          | AUS 9  | MAL 7   | BHR 7  | ESP NF  | MON 15 | CAN NF  | USA 6  | FRA NF | GBR NF   | EUR 13 | HUN 10 | TUR 16 | ITA 11 | BEL 11 | JPN 13  | CHN 13 | BRA 8  |        |        | 13  | 8      |
| 2008    | Panasonic Toyota Racing      | Toyota TF108          | Toyota RVX-08 2.4 V8          | AUS NF | MAL 4   | BHR 6  | ESP 8   | TUR 10 | MON 13  | CAN 6  | FRA 3  | GBR 7    | GER 9  | HUN 7  | EUR 5  | BEL 16 | ITA 13 | SIN NF  | JPN 5  | CHN NF | BRA 8  |        | 9   | 31     |
| 2009    | Panasonic Toyota Racing      | Toyota TF109          | Toyota RVX-09 2.4 V8          | AUS 3  | MAL 4‡  | CHN NF | BHR 3P  | ESP NF | MON 13  | TUR 4  | GBR 7  | GER 17   | HUN 8  | EUR 5  | BEL NF | ITA 14 | SIN 12 | JPN 2   | BRA NF | ABU 7  |        |        | 8   | 32,5   |
| 2010    | Lotus Racing                 | Lotus T127            | Cosworth CA2010 2.4 V8        | BHR 17 | AUS DNS | MAL 17 | CHN NF  | ESP 17 | MON 15  | TUR NF | CAN NF | EUR 21   | GBR 16 | GER NF | HUN 15 | BEL 19 | ITA NF | SIN NF  | JPN 13 | KOR NF | BRA 19 | ABU 21 | 21  | 0      |
| 2011    | Team Lotus                   | Lotus T128            | Renault RS27-2011 2.4 V8      | AUS 13 | MAL NF  | CHN 19 | TUR 18  | ESP 18 | MON 13  | CAN 16 | EUR 20 | GBR NF   | GER    | HUN NF | BEL 14 | ITA 14 | SIN NF | JPN 19  | KOR 17 | IND 19 | ABU 18 | BRA 18 | 21  | 0      |

‡ Halve punten zijn uitgereikt omdat minder dan 75% van de raceafstand is afgelegd.